# مايكل أورايلي
مايكل أورايلي (مواليد 30 مارس 1993) هو ملاكم آيرلندي، مثّل بلاده في الألعاب الأولمبية الصيفية 2016.

## روابط خارجية
مايكل أورايلي على موقع أوليمبيديا (الإنجليزية)